# بطاقة الإقامة الدائمة الكندية
بطاقة الإقامة الدائمة، المعروفة بالـ«بي أر» (بالإنجليزية: PR تلخيصا لـ Permenant Resdict card، أي بطاقة الإقامة الدائمة)‏ هي بطاقة على كل مقيم دائم في كندا الحصول عليها كإثبات لوضعه. كما أنها الوثيقة الوحيدة المسموح باعتمادها للسماح للمقيمين بالعودة على كندا، بالإضافة إلى استعمال جواز سفر بلد يحق له الدخول إلى كندا من دون تأشيرة.

## ألية إستصدار البطاقة

### مقيمون جدد دائمون
يجب توفير عنوان كندي لإستصدار بطاقة بي أر عند أول نزول على الأراضي الكندية بالمجان. وفي حال عدم توفر عنوان كندي، يجب إعلام مكتب المواطنية والهجرة الكندي خلال 180 يوم من النزول الأول. وبحال الإخلال بهذه الشرط، يتطلب تقديم طلب جديد بتكلفة 50$. 
فترة استصدار بي أر لحظة الوصول هو بمعدل 72 يوماً بعد النزول. أما في الحالة الأخرى، فتمتد الفترة إلى 106 أيام.

### مقيمون قدماء
في حال استوجب لمقيم قديم الإستحصال على بطاقة جديدة، مثلا في حالة فقدانه أو تلفه، فيجب تقديم الطلب إلى مكاتب الهجرة إلى مدينة سيدني في مقاطعة نوفا سكوشا مقابل 50$ كما يجب الاستحصال على البطاقة من أحد مكاتب المواطنية والهجرة الكندية.

### صلاحية البطاقة
مدة صلاحية البطاقة 5 سنوات. في بعض الحالات، تصدر لمدة سنة واحدة فقط. يمكن إلغاء البطاقة في حال الإخلال بشروط الإقامة.

### طلب البطاقة من خارج كندا
لا يمكن الإستحصال على البطاقة من خارج كندا. مقابل ذلك، على المقيم خارج كندا استحصال على وثيقة سفر لمرة واحدة والتي تكلف 50$ من أي من مكاتب المواطنية والهجرة الكندية في الخارج.

### نموذج الطلب
تم مؤخراً دمج مختلف أنواع طلبات بطاقات الإقامة بطلب موحد يدعى "نموذج طلب عام لكندا (IMM5002) (بالإنجليزية: Generic Application Form for Canada)‏.

### فترة إجراء المعاملات
يوفر موقع «المواطنية والهجرة الكندية» على الإنترنت الفترة التي تستغرقها المعاملة. يتم إجراءات طلبات البطاقة في مكاتب المواطنية والهجرة الكندية في مدينة سيدني في مقاطعة نوفا سكوشا.

## تاريخها
أنشئت عام 2002 بناء على قانون الهجرة واللاجئين. منذ عام 2004، أصبح من الممكن للمسافرين إلى كندا إبراز البي أر قبل الصعود إلى وسيلة تقل (طيران، قطار أو الحافلة) ليسمح لهم التوجه إلى كندا. تصدر البي أر في كندا فقط، لذلك، فإن الأشخاص الذين يعيشون خارج كندا ولا يحملون البي أر، عليهم استصدار أمر سفر خاص من السفارة الكندية قبل التوجه إلى كندا. يمكن للفرد أن يستوفي شروط الإقامة حتى لو كان يعيش خارج البلاد إذا كان يعمل مع شريك حياة (زوج أو زوجة) كندي أو يعمل مع شركة كندية، لكن لا يمكن تجديدها إلا في كندا وبعنوان سكن كندي.

## إقراء أيضا
- الهجرة إلى كندا
- قانون الجنسية الكندي
- المواطنية والهجرة الكندية
- بطاقة الإقامة الكندية الدائمة
- الإقامة الموقتة الكندية